# Økonomisk region (Norge)
En Økonomisk region er en geografisk inddeling af Norge på et niveau mellem fylke og kommune. Inddelingen er foretaget af Statistisk Sentralbyrå (SSB) og opdeler Norge  i 90 økonomiske regioner.
Inddelingen er sket med udgangspunkt i SSBs tidligere inddeling af landet i handelsområder og prognoseregioner. 
Inddelingen svarer til niveauet REGIN 4 i SSBs regionale inddeling REGIN. REGIN 1 består af hele landet, REGIN 2 af landsdelene, REGIN 3 af fylkerne og REGIN 5 af kommunerne. Det svarer også til det regionale niveau, som EU har defineret som sin NUTS 4-inddeling (Nomenclature des Unités Territoriales Statistiques). En konsekvens heraf er, at regionerne ikke kan krydse fylkegrænserne.